# Simo Nurminen
Simo Nurminen, född den 2 januari 1949 i Tammerfors, är en finländsk orienterare som tog VM-brons individuellt och i stafett 1978.